# ريتشارد وولف (متسابق دراجات نارية)
ريتشارد وولف هو متسابق دراجات نارية تشيكي، ولد في 12 يونيو 1976 في براغ في التشيك.